# Peyton List (skådespelare född 1986)
Peyton List, född 8 augusti 1986 i Baltimore i Maryland, är en amerikansk skådespelare och fotomodell.

## Filmografi i urval
| År        | Titel                             | Roll                            | Övrigt     |
| --------- | --------------------------------- | ------------------------------- | ---------- |
| 2000      | Law & Order: Special Victims Unit | Chloe Dutton                    | 2 avsnitt  |
| 2000      | Sex and the City                  | Jennys vän #1                   | 1 avsnitt  |
| 2001-2005 | As the World Turns                | Lucinda Marie "Lucy" Montgomery |            |
| 2003      | SoapTalk                          | Sig själv                       |            |
| 2004      | Smallville                        | Lucy Lane                       | 1 avsnitt  |
| 2005      | The Greatest Game Ever Played     | Sarah Wallis                    |            |
| 2006      | One Tree Hill                     | Solaris                         | 1 avsnitt  |
| 2008-2013 | Mad Men                           | Jane Siegel                     | 15 avsnitt |
| 2008      | Deep Winter                       |                                 |            |
| 2008-2010 | FlashForward                      | Nicole Kirby                    | 22 avsnitt |
| 2012      | Meeting Evil                      | Tammy Strate                    |            |
| 2020      | Star Trek: Picard                 | Narissa Rizzo                   | 7 avsnitt  |